# جيوفري أتكينسون
جيوفري أتكينسون (29 يناير 1896 في المملكة المتحدة - 1 سبتمبر 1951 في المملكة المتحدة) (بالإنجليزية: Geoffrey Atkinson)‏ هو لاعب كريكت بريطاني (وحمل سابقاً جنسية المملكة المتحدة لبريطانيا العظمى وأيرلندا). لعب مع نادي مقاطعة ميدلسكس للكريكت ‏.

## وصلات خارجية
- جيوفري أتكينسون على موقع إي آس بي آن كريك إنفو (الإنجليزية)